# BlueTrack
BlueTrack is een muis-technologie ontwikkeld door Microsoft. Deze muistechnologie is de opvolger van de laser- en led-muis. BlueTrack werd ontwikkeld omdat de eerder genoemde muizen niet op alle oppervlakken operationeel zijn. De muizen die met BlueTrack zijn uitgerust, werken op bijna alle soorten ondergrond (bv. graniet, tapijt en hout) met uitzondering van helder glas en spiegels.

## Werking
BlueTrack-muizen behoren nog steeds tot de optische muizen. Deze gebruiken een led-licht straal en registreren hierna de weerkaatsing van het licht op een CMOS sensor en kunnen zo de verplaatsing van de muis berekenen. De werking van de BlueTrack is net hetzelfde, enkel zijn er een paar hardwarematige aanpassingen gebeurd in vergelijking met laser- en led-muizen.
Allereerst wordt er geen gebruik meer gemaakt van het rode ledlicht, dat we allemaal kennen van de optische muizen, maar van blauw ledlicht. Het blauwe licht is minder gevoelig voor stof en oneffenheden dan het rode, dit zorgt voor een betere nauwkeurigheid op minder effen oppervlakken. Het blauwe licht zorgt ook voor beelden met een hoger contrast en een hogere resolutie en dus voor een betere weergave op de sensor.
Ten tweede is de blauwe straal viermaal groter waardoor het oppervlak die het licht beslaat groter is, met als gevolg meer weerkaatsing en een betere weergave van de ondergrond op de sensor. Verder wordt gebruikgemaakt van een diffuser, deze zorgt ervoor dat er een optimale verstrooiing is van het licht. Microsoft ontwikkelde een CMOS chip met geavanceerde algoritmes en pixelarchitectuur die de grote hoeveelheid weerkaatsend licht op een snelle en nauwkeurige manier kan verwerken om zo de exacte beweging van de muis te volgen.

## Uitvinder
Mark DePue (Microsoft Platforms Engineering Manager) is de uitvinder van deze technologie. Hij studeerde af aan de universiteit van Californië.
Hij kwam op het idee om de technologie te ontwikkelen, omdat zijn vrouw haar laptop de ganse dag door het huis meezeulde en daarom overal wilde kunnen werken met een normale muis in plaats van een touchpad. De muis moest op verschillende ondergronden perfect bruikbaar zijn.